# Sanica Donja
Sanica Donja – wieś w Bośni i Hercegowinie, w Federacji Bośni i Hercegowiny, w kantonie uńsko-sańskim, w gminie Ključ. W 2013 roku liczyła 627 mieszkańców, z czego większość stanowili Boszniacy.